# Aïn Bénian, Aïn Defla
Aïn Bénian là một đô thị thuộc tỉnh Aïn Defla, Algérie. Dân số thời điểm năm 2002 là 4.677 người.